# Wettolsheim
Wettolsheim – miejscowość i gmina we Francji, w regionie Grand Est, w departamencie Górny Ren.
Według danych na rok 1990 gminę zamieszkiwało 1616 osób, a gęstość zaludnienia wynosiła 182 osób/km² (wśród 903 gmin Alzacji Wettolsheim plasuje się na 172. miejscu pod względem liczby ludności, natomiast pod względem powierzchni na miejscu 284.).